# アブラム・スルツキー

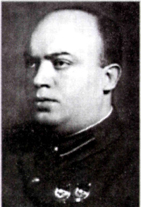
アブラム・スルツキー

アブラム・アローノヴィチ・スルツキー（ロシア語: Абрам Аронович Слуцкий, 1898年 - 1938年2月17日）は、ソビエト連邦の職業的諜報員、チェキスト。二等国家保安委員。ウクライナ系ユダヤ人。

## 経歴
現在のウクライナ・チェルニゴフ県ボルズナ郡パラフィエフカ村出身。鉄道車掌の家庭に生まれる。ウズベキスタンのアンディジャンの中学校で学び、綿繰り工場で働いた。1916年、軍に召集され、南西戦線で戦った。1917年8月、アンディジャンに戻り、中央アジアにおけるソビエト権力の樹立に参加した。
1918年～1919年、ロシア共産党（ボリシェヴィキ）アンディジャン郡委員会委員、副委員長。郡革命裁判所所長。1919年10月～1920年6月、アンディジャン・オシ地区革命軍事会議議員。
1920年9月からタシケント・チェーカー職員。1921年からピシュペク郡チェーカー議長、チェーカー・ピシュケク、スコベレフスク、アンディジャン郡政治局長、タシケント特殊作戦班長、フェルガナ州チェーカー議長を歴任。1922年6月からトルケスタン自治ソビエト社会主義共和国最高裁判所司法部会議長兼副所長。1923年1月からタシケント市第2市委員会（地区委員会）責任書記。中央アジア大学社会科学学部法学科を卒業。
1923年6月からモスクワに移り、モスクワ軍管区第2狙撃軍団軍法会議議長となる。1925年～1926年、ソ連最高人民会議附属最高人民経済会議国家漁業シンジケート監査委員会議長。1926年6月からOGPU経済局で働き、第6班長補佐、班長となる。1927年12月から経済局第1班長、1928年12月から第2班長、1929年7月から局長補佐。1928年、「シャフチンスキー事件」の捜査に参加。
1930年1月から対外諜報部に移り、OGPU外国課長補佐、同年8月から副課長。1931年～1933年、外国課西欧諸国総支局長。駐ベルリン・ソ連通商代表部職員のカバーの下で、アメリカ等に出国し、ドイツ、スペイン、フランス、スウェーデンでの特殊作戦に個人的に参加した。1934年7月の内務人民委員部（NKVD）設立後、NKVD国家保安総局第7課副課長、1935年5月から課長となる。1936年3月から国防委員会附属軍事技術局局員、1937年5月から全連邦共産党中央委員会国外出張委員会委員を兼任。
1938年2月17日、スルツキーは内務第一次官ミハイル・フリノフスキーの書斎で急死した。死因は当初急性心不全だとされたが、同年に逮捕された元NKVD作戦技術課長M.アレヒンは、フリノフスキーと副内務人民委員レオニード・ザコーフスキーにより青酸カリで毒殺されたと証言した。1939年に逮捕された元内務人民委員ニコライ・エジョフは、この事実を確認した。
1939年、スルツキーは「人民の敵」として党から除籍された。後に、執務中に死亡したとして名誉回復された。
ノヴォデヴィチ墓地に埋葬されている。

## パーソナル
赤旗勲章2個、「チェーカー・GPU名誉職員」記章3個、名前入り武器を授与された。